# Haarziekte (medisch)
De naam haarziekte verwijst meestal naar aandoeningen die te maken hebben met haaruitval of verstoringen van de hoofdhuid. Het haar zelf is namelijk niet ziek. Het kan wel beschadigd zijn, maar dat heeft dan een andere oorzaak. De tak van de dermatologie die gespecialiseerd is in haar en haarziekten heet trichologie. 

## Voorbeelden van haarziekten

### Hypertrichose
Hypertrichose is een aandoening waarbij overmatige haargroei optreedt op het lichaam. Dit kan worden veroorzaakt door genetica, hormonale veranderingen, medicatie, of sommige zeldzame aandoeningen.

### Hirsutisme
Hirsutisme is een aandoening waarbij vrouwen overmatig gezichts- en lichaamshaar ontwikkelen als gevolg van een verhoogd niveau van mannelijke hormonen (androgenen) in het lichaam.

### Alopecia
Alopecia is een aandoening waarbij het haar uitvalt en de hoofdhuid kaal wordt. Er zijn verschillende soorten alopecia, waaronder alopecia areata, telogeneffluvium en androgene alopecia.

### Seborroïsch eczeem
Seborroïsch eczeem is een aandoening waarbij de huid rood en schilferig wordt, vooral op de hoofdhuid. Dit kan leiden tot haarverlies en is vaak te wijten aan een overgroei van gist op de hoofdhuid.

### Folliculitis
Folliculitis is een ontstekingsreactie die optreedt in het oppervlakkige deel van de haarfollikel en zowel de perifolliculaire als de folliculaire opening kan aantasten.

### Hypotrichose
Hypotrichose is een zeldzame aandoening waarbij er weinig tot geen haargroei is op het hoofd en op andere delen van het lichaam waar normaal haar groeit, zoals de wenkbrauwen en de randen van de oogleden.

### Menkes kinky hair-syndroom
Het Menkes kinky hair-syndroom is een zeldzame, X-gebonden recessieve aandoening die de koperstofwisseling beïnvloedt.

### Monilethrix
Monilethrix is een zeldzame genetische aandoening die afwijkingen in de haarstreng veroorzaakt.

### Piedra
Piedra is een oppervlakkige schimmelinfectie die zich manifesteert als kleine knobbeltjes die aan de haarstreng vastzitten.

## Behandeling van haarziekten
De behandeling van haarziekten varieert afhankelijk van de oorzaak van de aandoening. In sommige gevallen kan het aanpakken van de onderliggende oorzaak de aandoening stoppen of omkeren. In andere gevallen kan medicatie, haartransplantatie, lasertherapie of pruiken helpen.